# Sweeney Todd (film)
Sweeney Todd (originaltitel: Sweeney Todd: The Demon Barber of Fleet Street) är en brittisk-amerikansk långfilm från 2007 regisserad av Tim Burton. Filmen är baserad på Stephen Sondheims och Hugh Wheelers musikal med samma namn. Johnny Depp spelar huvudrollen som Sweeney Todd i sitt sjätte filmsamarbete med Burton. Filmen oscarnominerades i tre kategorier, Bästa manliga huvudroll (Depp), Bästa kostym och Bästa scenografi, och belönades med en oscar i den sistnämnda kategorin.

## Handling
Barberaren Benjamin Barker lever ett stilla liv i London tillsammans med sin fru Lucy och dottern Johanna men grips och åtalas för ett brott han ej begått. I rättegången dömer domaren Turpin Barker till utvisning. Turpin är avundsjuk på Barker och besatt av dennes fru Lucy. Efter Barkers utvisning bjuder Turpin över Lucy till sitt hus och våldtar henne. Efter 15 år återvänder Barker, nu under namnet Sweeney Todd. Han längtar efter att återse sin familj, men i huset där de bodde träffar han i stället Mrs Lovett. Hon berättar att Lucy har tagit arsenik och att Turpin adopterat Todds dotter. Mrs Lovett visar honom runt i Todds gamla hem och tar fram en låda med Todds rakknivar som Mrs Lovett sparat åt honom under Todds frånvaro. Todd bestämmer sig för att hämnas på domare Turpin och på samhället. Hans hämndlystnad leder emellertid till att han också mördar sina kunder. Mrs Lovetts pajbutik, som går mycket dåligt på grund av höga köttpriser, får ett uppsving när Todds offer blir nya och billiga råvaror. Todds dotter Johanna, som Turpin håller inlåst i sitt hem, blir förälskad i Todds unge vän Anthony och de bestämmer sig för att fly tillsammans. Detta gör Turpin arg, eftersom han själv tänkt gifta sig med Johanna.

## Roller
- Johnny Depp - Sweeney Todd/Benjamin Barker
- Helena Bonham Carter - Fru Nellie Lovett
- Jamie Campbell Bower - Anthony Hope
- Alan Rickman - Domare Turpin
- Timothy Spall - Pedellen Bamford
- Sacha Baron Cohen - "Antonio Pirelli"/Davy Connor
- Edward Sanders - Toby
- Jayne Wisener - Johanna Barker
- Laura Michelle Kelly - Lucy Barker
- Jamie Campbell Bower -  Anhony Hope

## Låtar
- Opening Title
- No place like London
- The worst pies in London
- Poor thing
- My friends
- Green Finch and Linett Bird
- Alms Alms
- Johanna
- Pirelli's miracle elixir
- The contest
- Wait
- Ladies in their sensitivities
- Pretty women
- Epiphany
- A little priest
- Johanna (repraise)
- God that's good!
- Not while I'm around
- By the sea
- Final Scene